# 卡爾·列文
卡爾·米爾頓·列文（英語：Carl Milton Levin；1934年6月28日—2021年7月29日）是美国密西根州的資深聯邦參議員，自1979年起就任，在參議院裡擔任軍事委員會的主席。列文隸屬於民主黨。列文自1995年起成為密西根州的資深聯邦參議員，是密西根州史上在任最久的聯邦參議員。在2008年的選舉中成功連任第五次，列文的第六任任期於2015年1月結束。他的兄長是資深聯邦眾議員桑德·列文。